# 卡拉爾阿爾托峰
37°13′25″N 02°32′46″W / 37.22361°N 2.54611°W

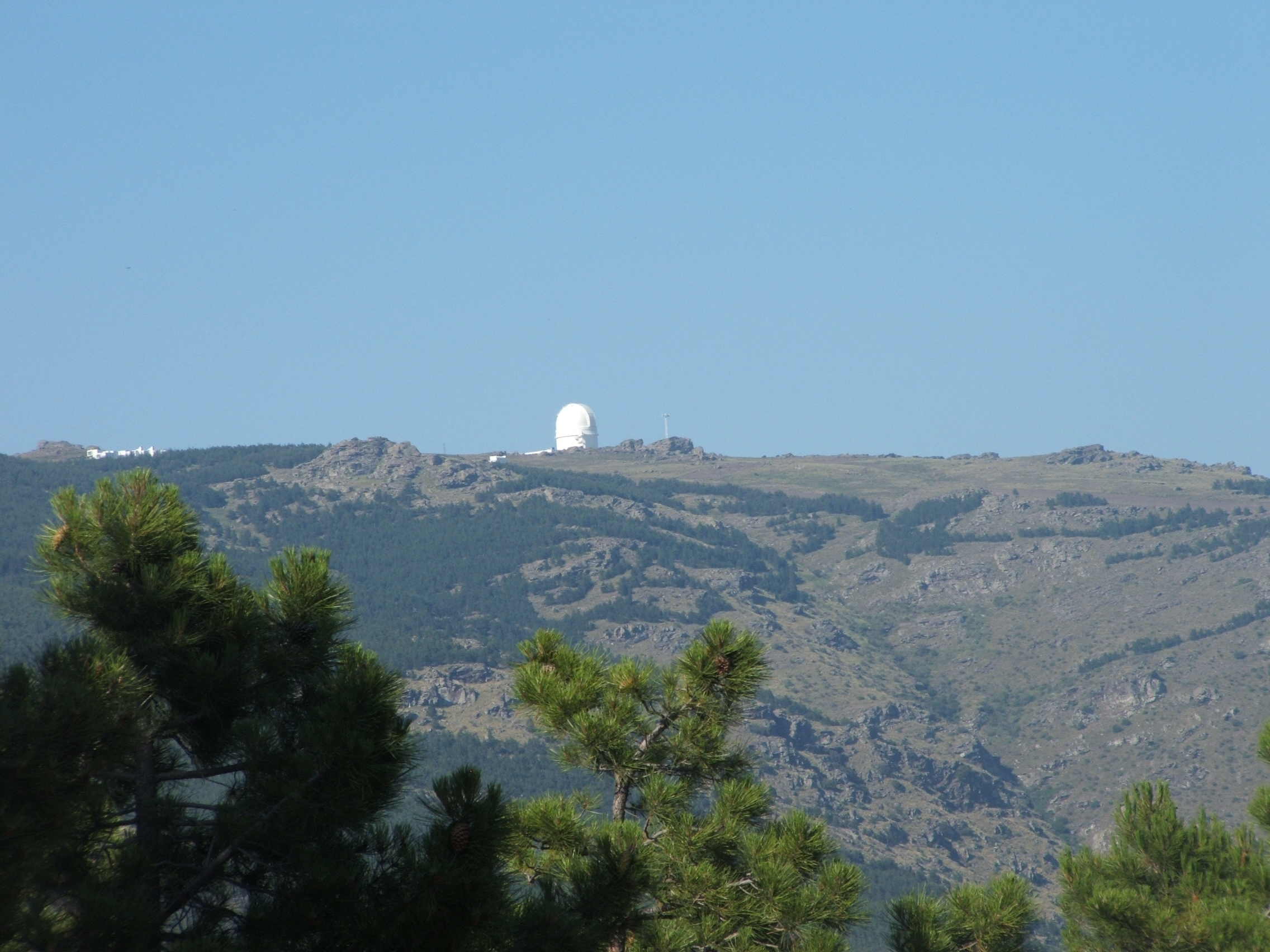

卡拉爾阿爾托峰（西班牙語：Calar Alto），是西班牙的山峰，位於安達魯西亞的阿爾梅里亞省，屬於菲拉布雷斯山脈的一部分，海拔高度2,168米，是該山脈的最高點。